# Mysmenopsis monticola
Espèce
Mysmenopsis monticola est une espèce d'araignées aranéomorphes de la famille des Mysmenidae.

## Distribution
Cette espèce est endémique de Jamaïque.

## Description
Les mâles mesurent de 1,39 à 1,72 mm et les femelles de 1,50 à 2,07 mm. Cette araignée est kleptoparasite.

## Publication originale
- Coyle & Meigs, 1989 : Two new species of kleptoparasitic Mysmenopsis (Araneae, Mysmenidae) from Jamaica. Journal of Arachnology vol. 17, p. 59-70 (texte intégral).